# Рождественская история (фильм, 1984)
«Рождественская история» (англ. A Christmas Carol) — британо-американская телевизионная экранизация 1984 года одноимённой повести английского писателя Чарльза Диккенса 1843 года. Съемки проходили в историческом средневековом городке Шрусбери в графстве Шропшир, Великобритания. Режиссёр фильма Клайв Доннер до этого также был монтажером фильма 1951 года «Скрудж» с Джорджем Скоттом в роли Эбенезера Скруджа. Чарльз Диккенс писал эту повесть в лихорадочной спешке и полувменяемом состоянии, чтобы успеть к Рождеству. В назидательный сюжет он вложил подлинную душевную боль — в детстве писателю довелось немало натерпеться от подобных Скруджей (характерно, что у старого скряги было по меньшей мере четыре реальных прототипа, с которыми Диккенс лично не пересекался). 

## Сюжет
В Рождественский сочельник к богатому скряге Эбенезеру Скруджу приходит призрак умершего компаньона Джейкоба Марли. Призрак заклинает Скруджа изменить свою жизнь и предупреждает о визите трёх Духов. Духи показывают Скружду его жизнь и жизнь окружающих в истинном свете, и Скрудж действительно меняет свои взгляды, становясь добрее, щедрее и терпимее по отношению к людям.

## В ролях
- Джордж К. Скотт — Эбенезер Скрудж
- Марк Стриксон —  Эбенезер Скрудж в молодости
- Фрэнк Финли — призрак Марли
- Анджела Плезанс — дух Прошлого Рождества
- Эдвард Вудворд — дух Настоящего Рождества
- Майкл Картер — дух Будущего Рождества
- Дэвид Уорнер — Боб Крэтчит
- Сюзанна Йорк — миссис Крэтчит
- Энтони Уолтерс — Крошка Тим Крэтчит
- Роджер Рис — Фред Холливелл / Рассказчик
- Кэролайн Лэнгриш — Джанет Холливелл (добросердечная жена Фреда)
- Люси Гаттеридж — Белль (недооцененная невеста Скруджа)
- Найджел Давенпорт — Сайлас Скрудж (жестокий отец Эбенезера)
- Джоанна Уолли — Фэн Холливелл урожденная Скрудж (любимая сестра Эбенезера и мать Фреда)
- Тимоти Бейтсон — мистер Феззивиг
- Майкл Гоф — мистер Пул
- Джон Квармби — мистер Хакинг
- Питер Вудторп — Старый Джо
- Лиз Смит — миссис Дилбер
- Джон Шарп — Типтон
- Дерек Фрэнсис — Пембертон (Дерек Фрэнсис также появился в фильме Рональда Нима «Скрудж» в 1970 году как джентльмен милосердия)

## Производство
Фильм был снят на натуре в Шрусбери, графство Шропшир, в английском Мидленде. Первоначально вышел в эфир на американском телеканале CBS 17 декабря 1984 года и был выпущен в кинотеатрах в Великобритании. Американский релиз состоялся при поддержке со стороны IBM, которая приобрела права на эксклюзивный показ двух-часовой премьеры на ТВ канале. Фильм имел рейтинг 20,7/30, став лучшим за временной интервал и заняв 10 место за неделю. Кинолента была продана под слоганом «новая мощная презентация самой любимой истории о привидениях всех времен!» Скотта номинировали на премию «Эмми» за выдающуюся главную мужскую роль в мини-сериале и за его исключительное изображение Скруджа.
Фильм шел на местных американских каналах с 1984 года, заработав преданную фанатскую базу, но не был выпущен на VHS до 1989 года (в Великобритании) и на DVD до 1999 года. Так случилось, потому что сам Скотт (а позже его имущество через Baxter Healthcare, которому семья Скоттов передала свои авторские права) владел правами на этот фильм. 25 ноября 2007 года права перешли на национальное телевидение. AMC, впервые с момента премьеры, транслирует его каждый декабрь по лицензии от The Scott estate и 20th Century Fox (права на распространение последних являются результатом их владения правами на видео). В 2009 году канал Hallmark запустил фильм сразу после Дня Благодарения. Этот фильм остается одним из самых лучших среди всех адаптаций "Рождественской истории". В 2009 году фильм был переиздан на DVD компанией Fox, с обновленным бокс-артом, но тем же меню и функциями, что и предыдущий DVD-релиз. Fox выпустила его на Blu-ray в декабре 2010 года.

## Прием критиков
Писатель и эссеист Луи Баярд, пишущий для Salon.com, описал эту адаптацию как «окончательную версию любимой литературной классики», восхваляя ее верность оригинальному рассказу Диккенса, силу актерского состава второго плана и особенно исполнение Скоттом роли Скруджа.